# Quintín Esquembre
Quintín Esquembre Sáez (Villena, 30 de marzo de 1885-Madrid, 1965), fue un compositor español, guitarrista y finalmente chelista de la Orquesta Nacional de Madrid.

## Biografía
Quintín Esquembre nació en Villena, el 30 de marzo de 1885. Sus padres fueron Miguel Esquembre y Virtudes Sáenz. Dio conciertos como guitarrista en el teatro de la Comedia (Madrid) y escribió, para guitarra, las piezas Guitarra andaluza, Vals brillante, Canción playera y Zapateado, obras editadas en Unión Musical Española. También es autor de la zarzuela Si vas a Calatayud, que estrenó en el Teatro Victoria de Barcelona, y del Cuarteto para cuerda, con el que fue premio nacional en 1932. Su labor compositiva se centró más en el sinfonismo y la música de cámara.
Probablemente su pieza más conocida es el pasodoble para banda de música La Entrada, dedicado a las fiestas de Moros y Cristianos de Villena y que conmemora el desfile de «La Entrada», uno de los actos principales de dichas fiestas, que tiene lugar el 5 de septiembre. Así, el pasodoble se estrenó el 5 de septiembre de 1925 dando comienzo a la Entrada de ese año.

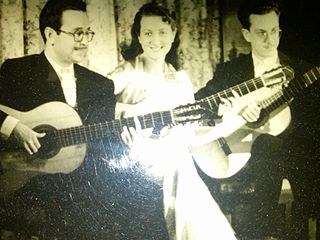
Trío Esquembre: de izquierda a derecha aparecen Manuel Hernández, Carmen González, y Miguel Esquembre.

Se casó con Teodora San Martín y con ella tuvo un hijo llamado Miguel Esquembre. Hizo acordes para el «trío Esquembre», compuesto por su hijo Miguel y dos de sus alumnos (Manuel Hernández y Carmen González). Más adelante, Carmen González se casó con Miguel Esquembre y formaron un dúo. 